# Knoblauch (Familienname)
Knoblauch ist ein deutscher Familienname.

## Namensträger
- Alexander Knoblauch (1820–1899), deutscher  Mediziner, Freimaurer, Königlich Preußischer Sanitätsrat und Chefarzt des Städtischen Krankenhauses in Frankfurt am Main
- Armand Knoblauch (1831–1905), deutscher Jurist und Brauereigründer
- Arnold Knoblauch (1879–1963), deutscher Architekt
- August Knoblauch (1863–1919), deutscher Neurologe, Direktor der Neurologischen Klinik und der Senckenbergischen Naturforschenden Gesellschaft
- Beat Knoblauch (1944–1975), Schweizer Grafiker
- Bernhard Knoblauch (1851–1927), deutscher Chemiker, Brauereidirektor und Vorsitzender der VLB Berlin
- Bert Knoblauch (* 1972), deutscher Rechtsanwalt und Kommunalpolitiker (CDU)
- Carl Friedrich Wilhelm Knoblauch (1793–1859), deutscher Unternehmer und Politiker
- Carl Heinrich Albrecht von Knoblauch (1781–1825), deutscher Orgelbauer
- Christoph Knoblauch (* 1980), deutscher römisch-katholischer Theologe
- Damian von Knoblauch (Damion von Knoblauch; vor 1450–1483), deutscher Abt
- Edmund Knoblauch (1841–1883), deutscher Architekt
- Eduard Knoblauch (1801–1865), deutscher Architekt
- Emil Friedrich Knoblauch (1864–1936), deutscher Botaniker
- Ernst Knoblauch (1868–1955), deutscher Architekt
- Friedrich Knoblauch (1805–1879), deutscher Versicherungsunternehmer, siehe Magdeburger Feuerversicherungs-Gesellschaft
- Gerd Knoblauch (* 1954), deutscher Fußballtorwart
- Günter Knoblauch (* 1940), deutscher Ingenieur und Autor
- Günther Knoblauch (* 1948), deutscher Politiker (SPD)
- Gustav Knoblauch (1833–1916), deutscher Architekt
- Hans Caspar von Knoblauch zu Hatzbach (1719–1793), deutscher hessen-kasselischer Generalmajor
- Hermann Knoblauch (1820–1895), deutscher Experimentalphysiker, Hochschullehrer und Präsident der Deutschen Akademie der Naturforscher Leopoldina
- Hubert Knoblauch (* 1959), deutscher Soziologe
- Jakob Knoblauch († 1357), deutscher Patrizier und Frankfurter Bürgermeister
- Jakob Knoblauch (Schauspieler) (* 1992), deutscher Schauspieler
- Jochen Knoblauch (* 1954), deutscher Anarchist und Autor
- Johannes Knoblauch (1855–1915), deutscher Mathematiker
- Jörg Knoblauch (1949–2025), deutscher Unternehmer, Buchautor und Entwickler
- Karl von Knoblauch (1756–1794), deutscher Schriftsteller und Jurist
- Karl Knoblauch (Offizier) (geboren 1921), deutscher Offizier und Autor zu Kriegsereignissen
- Karl Knoblauch (Ingenieur) (geboren 1940), deutscher Ingenieur und Hochschullehrer
- Knoblauch zu Hatzbach, altes hessisches Adelsgeschlecht
- Kris Knoblauch (* 1978), kanadischer Eishockeyspieler und -trainer
- Kurt Knoblauch (1885–1952), deutscher Offizier, SS-Obergruppenführer und General der Waffen-SS
- Martin Friedrich Knoblauch (1714–1791), preußischer Stadtbauinspektor
- Nicolas Knoblauch (* 2000), deutscher Schriftsteller
- Nikolas Knoblauch (* 1995), deutsch-italienischer American-Football-Spieler
- Oskar Knoblauch (1862–1946), deutscher Physiker und Hochschullehrer
- Paul Knoblauch (bl. 1923–1942), Geologe
- Peter Knoblauch (1911–1945), deutscher Klassischer Archäologe
- Roman Knoblauch (* 1968), deutscher Fernsehmoderator, Journalist und Sportkommentator
- Rudolf Knoblauch (* 1951), Schweizer Diplomat
- Valeska Knoblauch (* 1990), deutsche Badmintonspielerin
- Wilhelm Knoblauch (1874–1939), deutscher Landtagsabgeordneter